# Praha Tây (huyện)
Huyện Praha Tây (tiếng Séc: Okres Praha-západ) là một huyện (okres) nằm trong vùng Trung Bohemia của Cộng hòa Séc. Huyện Praha-západ Tây có diện tích 586 km2, dân số năm 2002 là 86777 người. Trung tâm hành chính huyện là Praha. Huyện này có 80 khu tự quản.

## Các khu tự quản
Bojanovice -
Bratřínov -
Březová-Oleško -
Buš -
Černolice -
Černošice -
Červený Újezd -
Číčovice -
Čisovice -
Davle -
Dobrovíz -
Dobříš -
Dobřichovice -
Dolní Břežany -
Drahelčice -
Holubice -
Horoměřice -
Hostivice -
Hradištko -
Hvozdnice -
Choteč -
Chrášťany -
Chýně -
Chýnice -
Jeneč -
Jesenice -
Jílové u Prahy -
Jíloviště -
Jinočany -
Kamenný Přívoz -
Karlík -
Klínec -
Kněževes -
Kosoř -
Kytín -
Lety -
Libčice nad Vltavou -
Libeř -
Lichoceves -
Líšnice -
Měchenice -
Mníšek pod Brdy -
Nučice -
Ohrobec -
Okoř -
Okrouhlo -
Ořech -
Petrov -
Pohoří -
Průhonice -
Psáry -
Ptice -
Roblín -
Roztoky -
Rudná -
Řevnice -
Řitka -
Slapy -
Statenice -
Středokluky -
Svrkyně -
Štěchovice -
Tachlovice -
Trnová -
Třebotov -
Tuchoměřice -
Tursko -
Úholičky -
Úhonice -
Únětice -
Velké Přílepy -
Vestec -
Vonoklasy -
Vrané nad Vltavou -
Všenory -
Zahořany -
Zbuzany -
Zlatníky-Hodkovice -
Zvole